# Saint-Julien-du-Gua
Saint-Julien-du-Gua é uma comuna francesa na região administrativa de Auvérnia-Ródano-Alpes, no departamento de Ardèche. Estende-se por uma área de 16,96 km². Em 2010 a comuna tinha 185 habitantes (densidade: 10,9 hab./km²).